# Olcea
Olcea est une commune roumaine du județ de Bihor, en Transylvanie, dans la région historique de la Crișana et dans la région de développement Nord-Ouest.

## Géographie
La commune d'Olcea est située dans le sud du județ, à la limite avec le județ d'Arad, dans les premiers contreforts des Monts Codru, à 37 km au sud-est de Salonta et à 54 km au sud d'Oradea, le chef-lieu du județ.
La municipalité est composée des quatre villages suivants, nom hongrois, (population en 2002) :
- Călacea, Bélkalocsa (1 243) ;
- Hodișel, Pusztahodos (403) ;
- Olcea, Olcsa (643), siège de la commune ;
- Ucuriș, Ökrös (652).

## Histoire
La première mention écrite du village d'Olcea date de 1552 sous le nom de Olchya. Il apparaît ensuite en 1587 avec le nom d’Oltsya puis, en 1692, avec celui d’Oltsa.
La commune, qui appartenait au royaume de Hongrie, en a donc suivi l'histoire.
Après le compromis de 1867 entre Autrichiens et Hongrois de l'empire d'Autriche, la principauté de Transylvanie disparaît et, en 1876, le royaume de Hongrie est partagé en comitats. Olcea intègre le comitat de Bihar (Bihar vármegye).
À la fin de la Première Guerre mondiale, l'Empire austro-hongrois disparaît et la commune rejoint la Grande Roumanie au traité de Trianon.
En 1940, à la suite du deuxième arbitrage de Vienne, elle n'est pas annexée par la Hongrie et reste sous la souveraineté roumaine. 

## Politique
| Période                                  | Période  | Identité    | Étiquette     | Qualité |
| ---------------------------------------- | -------- | ----------- | ------------- | ------- |
| Les données manquantes sont à compléter. |          |             |               |         |
| 2004                                     | En cours | Flore Bocșe | PDL, puis PNL |         |

| Parti | Parti                                                 | Sièges |
| ----- | ----------------------------------------------------- | ------ |
|       | Parti social-démocrate (PSD)                          | 3      |
|       | Parti national libéral (PNL)                          | 6      |
|       | Alliance des libéraux et démocrates (ALDE)            | 1      |
|       | Union nationale pour le progrès de la Roumanie (UNPR) | 1      |

## Religions
En 2002, la composition religieuse de la commune était la suivante :
- Chrétiens orthodoxes, 75,31 % ;
- Baptistes, 20,06 % ;
- Pentecôtistes, 4,18 % ;
- Catholiques romains, 0,30 %.

## Démographie
En 1910, à l'époque austro-hongroise, la commune comptait 3 363 Roumains (94,63 %) et 165 Hongrois (4,65 %).
En 1930, on dénombrait 3 453 Roumains (97,27 %), 50 Hongrois (1,41 %), 27 Juifs (0,76 %) et 17 Roms (0,48 %).
En 2002, la commune comptait 2 539 Roumains (86,33 %), 388 Roms (13,19 %) et 9 Hongrois (0,30 %). On comptait à cette date 1 269 ménages et 1 066 logements.
| 1880  | 1890  | 1900  | 1910  | 1920  | 1930  | 1941  | 1956  | 1966  |
| ----- | ----- | ----- | ----- | ----- | ----- | ----- | ----- | ----- |
| 2 848 | 3 218 | 3 374 | 3 550 | 3 361 | 3 550 | 3 768 | 3 763 | 3 394 |

| 1977  | 1992  | 2002  | 2007  | - | - | - | - | - |
| ----- | ----- | ----- | ----- | - | - | - | - | - |
| 3 232 | 3 049 | 2 941 | 2 786 | - | - | - | - | - |

## Économie
L'économie de la commune repose sur l'agriculture (sorgho principalement pour la fabrication de balais) et l'élevage.

## Communications

### Routes
Olcea est située sur la route régionale DJ792A qui mène vers Tinca et Oradea au nord et vers Craiva et Beliu dans le județ d'Arad au sud.

## Lieux et monuments
- Olcea, église orthodoxe datant de 1880[6] ;
- Ucuriș, église orthodoxe datant de 1904[6].

## Personnalités
- Florina Ilis (1968-), écrivaine